# Loukás Tsoúkalis
Loukás Tsoúkalis (grec moderne : Λουκάς Τσούκαλης ; 26 avril 1950) est président, depuis 2001, de la Fondation hellénique pour l'Europe et la politique étrangère (ELIAMEP).
Il est membre du comité de direction du groupe Bilderberg.

## Publications
- What kind of Europe ? (Oxford University Press, Oxford 2003).